# أهيه
أهيه هم فرقة موسيقية فرنسية ستمثل فرنسا بجانب ألفان في مسابقة الأغنية الأوروبية لعام 2022.

## روابط خارجية
- أهيه على موقع ميوزك برينز (الإنجليزية)
- أهيه على موقع ديسكوغز (الإنجليزية)